# Monument à Jean-Félix Bapterosses
Ne doit pas être confondu avec Monument à Frédéric Bapterosses.
Le monument à Jean-Félix Bapterosses est un monument élevé à Briare (Loiret) en 1897 en l'honneur de Jean-Félix Bapterosses, industriel qui a fondé en 1851 la manufacture des Émaux de Briare avec son frère Frédéric Bapterosses. 

## Localisation
Le monument est situé à Briare, sur la place République, place centrale de la ville à proximité de l'église Saint-Étienne, construite entre 1890 et 1895 avec le concours financier de Jean-Félix Bapterosses.

## Historique
Le monument a été commandé en 1888 à Paul Gion par les associés de la Manufacture de Briare et a été présenté en modèle en plâtre à l'Exposition universelle de 1889 (n°2259) à Paris. D'après la correspondance conservée au musée des émaux et de la céramique de Briare, c'est ce même architecte, diplômé des Beaux-Arts de Paris, qui recommande Henri Chapu pour la partie sculptée. 
Pour le centenaire de la naissance de Jean-Félix Bapterosses en 1913, une plaque décorée d'émaux et de deux médaillons de bronze est ajoutée à l'arrière du monument.
Pendant l'Occupation de la France par l'Allemagne pendant la Seconde Guerre mondiale, le buste original est caché.
À la suite de l'inscription à l'inventaire des monuments historiques en 2018, le périmètre de protection est évoqué au conseil municipal pour tenter de le réduire.

## Description
Ce monument présente un buste en bronze signé Chapu : Jean-Félix Bapterosses est représenté en costume moderne, avec lunettes et rosette à la boutonnière. 
Le piédouche du buste et l'entourage des armoiries de Briare portent un décor de feuilles de chêne. La niche ouverte est ornée d'un plafond à caissons reposant sur une frise d'oves.
Un large emmarchement soutient le monument d'une architecture classique qui prend la forme d'un pavillon ouvert sur les quatre côtés, couvert d'un dôme de plan carré à acrotères à feuilles d'acanthe, frises et fausses tuiles en écaille à rais-de-cœur et supporté par quatre colonnes composites engagées et une corniche à modillons avec frises d'oves et de grecques.
Le monument est inscrit au titre des monuments historiques le 19 janvier 2018.